# Rudge Multi

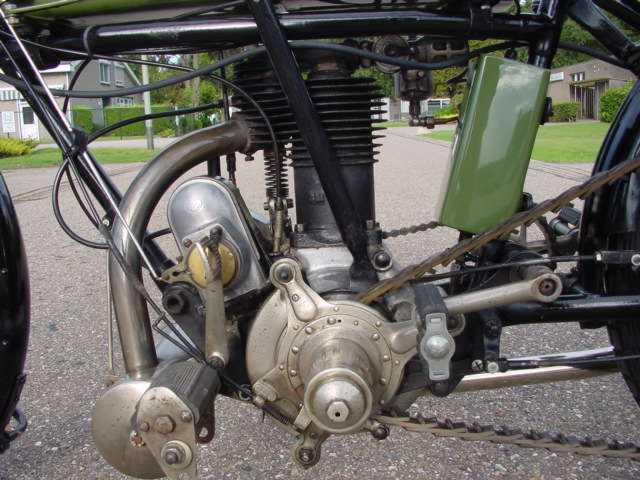
De voorste poelie van het Rudge Multi-systeem

De Rudge Multi was een versnellingsbak die door Rudge-Whitworth in 1914 werd gepatenteerd. Het systeem bestond uit een aandrijfriem die zowel voor als achter op variabele poelies liep. Door de poelies te verschuiven kwam de riem er voor hoger en achter lager op te liggen, waardoor de motor harder liep.
De werking lijkt op het latere DAF Variomatic systeem. De Rudge had niet minder dan 21 versnellingen.